# RER C
| Zug der RER-Linie C auf der Brücke Pont Rouelle |                      |
|                                                 |                      |
| Streckenlänge:                                  | 187 km               |
| Spurweite:                                      | 1435 mm (Normalspur) |
|                                                 |                      |
| Fahrgäste täglich                               | 540.000              |
| Stationen                                       | 84                   |
| Eröffnung                                       | 1979                 |

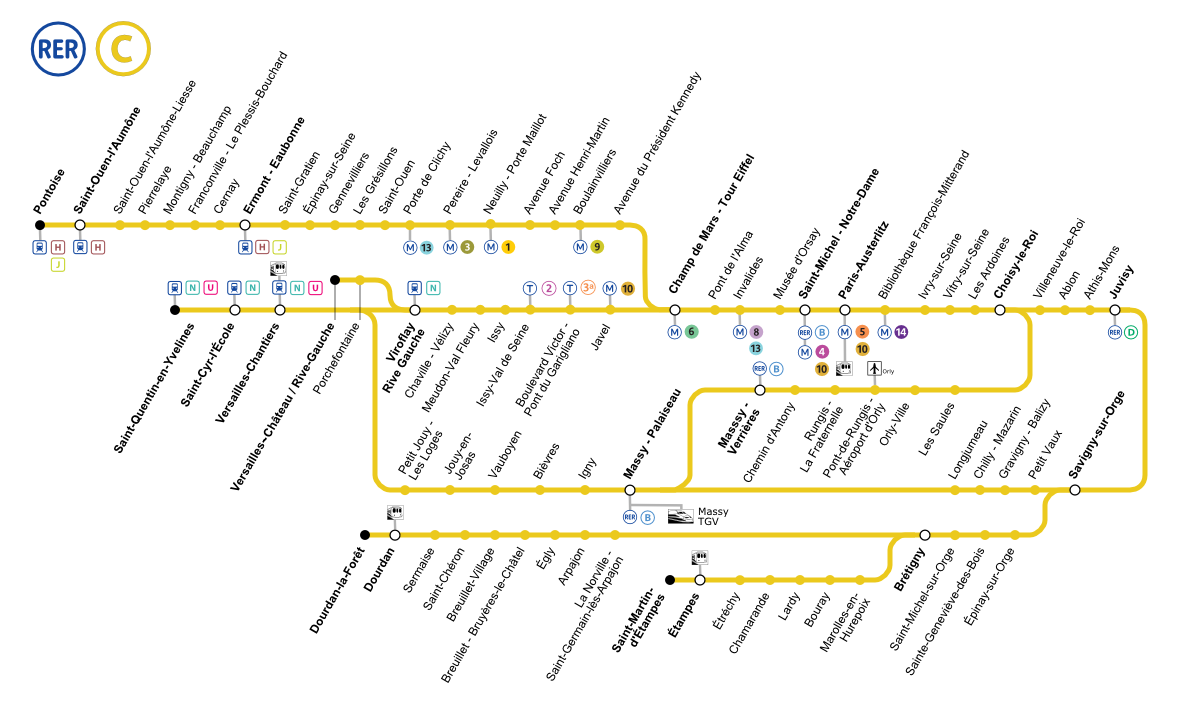
Linienplan

Die Linie C ist eine der fünf RER-Linien des Großraums Île-de-France um die Großstadt Paris. Sie verbindet die Bahnhöfe Pontoise (Endpunkt des Streckenasts C1), Montigny-Beauchamp (C3), Versailles-Château Rive-Gauche (C5) und Saint-Quentin-en-Yvelines (C7) einerseits mit der Hauptstadt Paris und weiter mit Massy-Palaiseau (C2), Dourdan-La-Forêt (C4), Saint-Martin-d’Etampes (C6) und Versailles-Chantiers (C8).
Mit einer Länge von 187 km ist sie die längste der Pariser RER-Linien und zugleich diejenige mit den meisten Zweigen. Einige wichtige touristische Ziele liegen an der Linie, prominentestes Beispiel ist Schloss Versailles. Ihre teils sehr unübersichtliche Struktur macht sie jedoch nicht nur für Touristen schwer benutzbar. 2012 wurde der dem Versailler Schloss am nächsten gelegene Bahnhof Versailles-Rive-Gauche in Versailles-Château Rive-Gauche umbenannt. Auf den Netzplänen erscheint er nur noch als Versailles-Château. Dies geschah explizit mit der Motivation, den Pariser Touristen die Orientierung zu erleichtern.

## Geschichte
- 1979: Die Linie wurde durch Verbindung der vorher getrennten Vorortlinien Versailles–Paris-Invalides und Paris-Gare d’Orsay (heute Musée d’Orsay)–Étampes ins Leben gerufen.
- 1988: eröffnete man den nördlichen Zweig der Linie, der am Bahnhof Champ de Mars – Tour Eiffel über die Pont Rouelle und die Île aux Cygnes in Richtung Montigny-Beauchamp abzweigt.
- 2000: Verlängerung des nördlichen Astes nach Pontoise, im Osten Eröffnung des neuen Bahnhofs Bibliothèque François Mitterrand.
- 2006: Herausnahme des Zweiges Argenteuil–Ermont-Eaubonne und Eingliederung in den Transilien
- 2023: Herausnahme des Zweiges Versailles Chantiers–Massy Palaiseau und Massy Palaiseau-Savigny-sur-Orge und Eingliederung in den Transilien bzw. in den T12

## Streckenverlauf
Da die Linie nicht nach Himmelsrichtungen teilbar ist, sondern z. T. in sich selbst zyklisch ist, werden hier zunächst die Äste dargestellt, von denen aus die gemeinsame Strecke innerhalb von Paris von West nach Ost durchfahren wird.
Es werden nur die wichtigsten Stationen mit Umsteigemöglichkeiten genannt.

### Nördlicher Zweig C1 und C3
- Pontoise (C1) ( und )
- Montigny-Beauchamp (C3)
- Ermont-Eaubonne ( und  – ehemaliger Zweig bis Argenteuil, nun Direktverbindung nach Saint-Lazare)
- Gennevilliers
- Porte de Clichy
- Pereire – Levallois
- Porte Maillot
- Avenue Foch / Porte Dauphine
- Boulainvilliers / La Muette
- Avenue du Président Kennedy

### Südwestliche Zweige C5 und C7
- C 5 Versailles Château
  - Versailles-Château Rive-Gauche
  - Porchefontaine

- C 7 Saint-Quentin-en-Yvelines
  - Saint-Quentin-en-Yvelines
  - Versailles-Chantiers (C8 von Osten kommend)

- Viroflay-Rive-Gauche
- Issy – Val-de-Seine
- Pont du Garigliano (Bd Victor)

### Südliche Zweige C2, C4 und C6
- C2 Massy-Palaiseau
  - Rungis – La Fraternelle  
  - Massy-Verrières  
  - Massy-Palaiseau

- C4 Dourdan la-Fôret
  - Jusivy  
  - Savigny-sur-Orge (C8)
  - Brétigny-sur-Orge (C6)

- C6 Saint-Martin d’Étampes
  - Savigny-sur-Orge (C8)
  - Jusivy  
  - Étampes
  - Brétigny-sur-Orge (C4)

### Zentraler Zweig durch die Pariser Innenstadt
- Champ de Mars – Tour Eiffel – Bir-Hakeim
- Pont de l’Alma
- Invalides
- Musée d’Orsay   via Solférino
- Saint-Michel – Notre-Dame
- Gare d’Austerlitz
- Bibliothèque François Mitterrand     (in der Nähe)

## Zugnamen
Bei den Pariser RER-Zügen wird das Ziel des jeweiligen Zuges durch vier Buchstaben angezeigt, die jeweils einen Namen ergeben sollen (z. B. LOLA). Jeder potentielle Endbahnhof hat einen eigenen Buchstaben, der erste Buchstabe des angezeigten Namens ist damit das Erkennungszeichen für den Endbahnhof.
- A = Gare d’Austerlitz
- B = Brétigny-sur-Orge

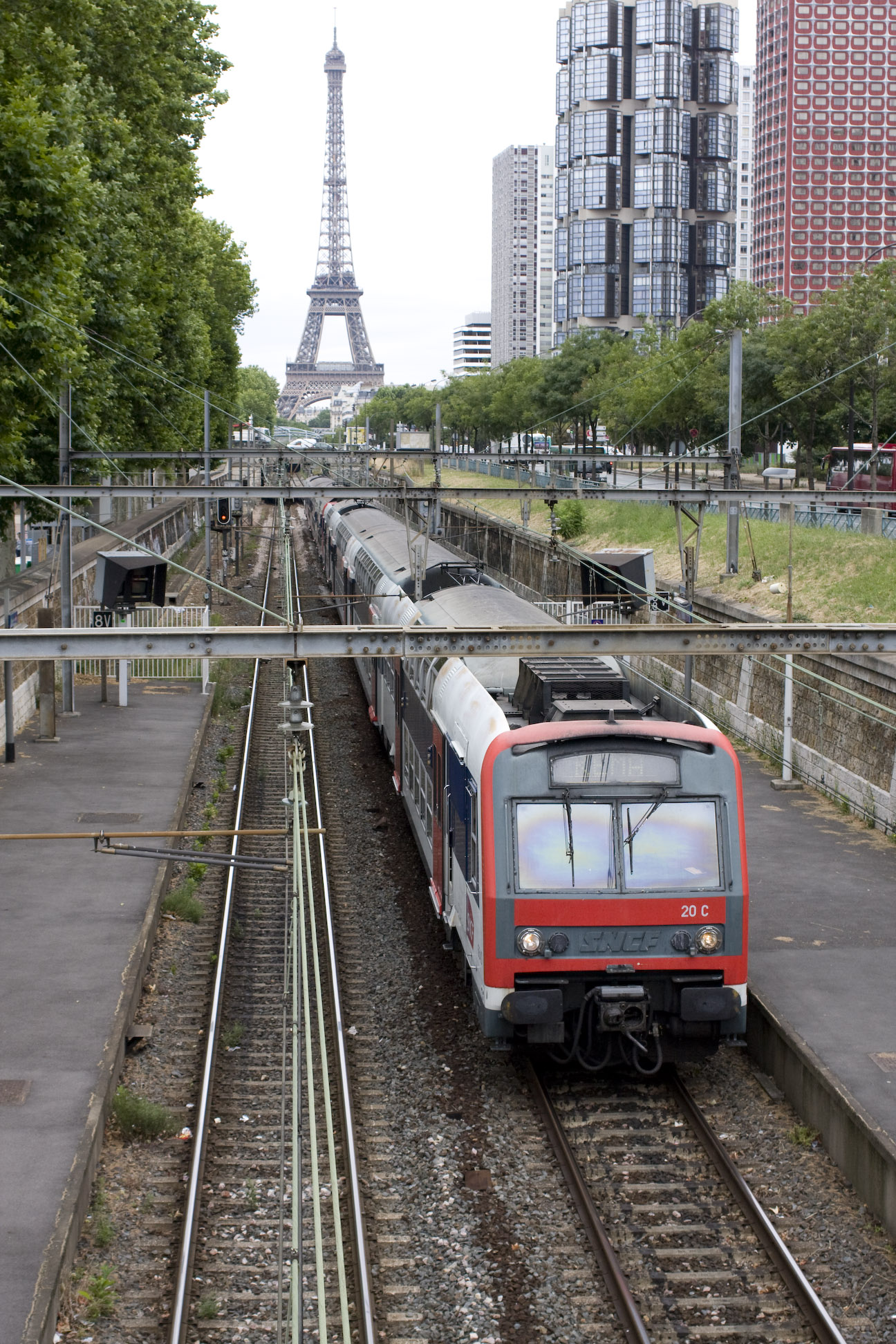
Zug der Baureihe Z 8800 nach Chaville-Vélizy (Buchstabe K) bei der Einfahrt in den Bahnhof Javel

- C = Versailles Chantiers via Juvisy; Strecke C8
- D = Dourdan; Strecke C4
- E = Étampes; Strecke C6
- F = Bibliothèque François Mitterrand
- G = Montigny-Beauchamp
- J = Juvisy-sur-Orge
- K = Chaville-Vélizy
- L = Invalides (Paris)
- M = Massy-Palaiseau via Pont de Rungis; Strecke C2
- N = Pontoise
- P = Boulevard Victor
- R = Pont de Rungis-Aeroport d’Orly
- S = Saint-Quentin-en-Yvelines; Strecke C7
- V = Versailles Château; Strecke C5

Die Züge „CIME“ fahren nach Versailles Chantiers, die Züge „VICK“ hingegen nach Versailles Château, welches nördlicher direkt am Schloss von Versailles liegt. Die Züge „ELBA“ enden in Saint-Martin d’Étampes.

## Das Bombenattentat von 1995
Am 17. Oktober 1995 explodierte an Bord eines Zuges zwischen den Bahnhöfen Musée d’Orsay und Saint-Michel gegen 7.00 Uhr eine Bombe. Es gab keine Toten, jedoch etwa 30 Verletzte.

## Unfälle
- 13. August 2007: Ein Zug fährt auf einen Prellbock im Bahnhof Versailles-Château-Rive-Gauche auf. Es gibt keine Verletzten.
- 20. Dezember 2009: Ein Zug entgleist in Choisy-le-Roi, nachdem er einen Betonblock der Lärmschutzwand rammte, der auf die Gleise gefallen war. Es werden 36 Fahrgäste verletzt.
- 12. Juli 2013: Beim Eisenbahnunfall von Brétigny-sur-Orge entgleist ein Intercity-Zug und rammt einen Bahnsteig, auf dem Fahrgäste auf Züge des RER C warten. Bei dem Unfall werden 7 Menschen getötet und weitere 70 verletzt, neun davon schwer.